# Medalja Slovenske vojske
Medalja Slovenske vojske je visoko vojaško odlikovanje, ki ga podeli Ministrstvo za obrambo Republike Slovenije pripadnikom Slovenske vojske, delavcem, organom v sestavi in organizacijskim enotam ministrstva, posameznikom, vojaškim poveljstvom, enotam ter zavodom Slovenske vojske za zasluge pri razvoju obrambe, za dolgoletno prizadevno delo ali opravljanje dolžnosti na obrambnem področju. Odlikovanje je opredeljeno v Pravilniku o priznanjih Ministrstva za obrambo.
Priznanje se lahko podeli tudi posmrtno.
Za vojne zasluge se priznanje podeli kot medalja Slovenske vojske z meči, za zasluge v miru pa kot medalja Slovenske vojske.

## Stopnje

### Zlata medalja Slovenske vojske
Zlata medalja Slovenske vojske se lahko podeli pripadnikom Slovenske vojske na poveljniških dolžnostih in delavcem ministrstva na vodstvenih položajih, poveljstvom, enotam ter zavodom Slovenske vojske in organom v sestavi ter organizacijskim enotam ministrstva za:
- izjemne uspehe pri izvajanju nalog, povezanih s krepitvijo in razvojem obrambnega sistema Republike Slovenije;
- izjemno pomemben prispevek pri razvoju in ugledu ministrstva.[2]

- Nosilci:

- seznam nosilcev zlate medalje Slovenske vojske z meči
- seznam nosilcev zlate medalje Slovenske vojske

### Srebrna medalja Slovenske vojske
Srebrna medalja Slovenske vojske se lahko podeli:
- pripadnikom Slovenske vojske in delavcem ministrstva, ki so se izkazali pri opravljanju dolžnosti na obrambnem področju ali pri izvajanju nalog Slovenske vojske;
- posameznikom, ki so pomembno prispevali pri razvoju in ugledu ministrstva.[2]

- Nosilci:

- seznam nosilcev srebrne medalje Slovenske vojske z meči
- seznam nosilcev srebrne medalje Slovenske vojske

### Bronasta medalja Slovenske vojske
Bronasta medalja Slovenske vojske se lahko podeli pripadnikom Slovenske vojske in delavcem ministrstva za uspešno opravljanje dolžnosti na obrambnem področju.
- Nosilci:

- seznam nosilcev bronaste medalje Slovenske vojske z meči
- seznam nosilcev bronaste medalje Slovenske vojske

## Opis
'Priznanje medalja Slovenske vojske vseh treh stopenj je okrogle oblike, na njej je oznaka pripadnosti Slovenski vojski. Na zadnji strani medalje so vgravirani ime in priimek nosilca ter leto podelitve. Priznanja so glede na stopnjo zlate, srebrne in bronaste barve. Priznanje visi na rdečem traku z belo-modro-rdečo črto. Priznanja vseh treh stopenj so izdelana iz srebra. Priznanje medalja Slovenske vojske z meči za vojne zasluge ima na obročku, ki veže medaljo in trak, dodana prekrižana meča.

## Nadomestne oznake
Nadomestne oznake za medaljo Slovenske vojske so:
- za zlato medaljo Slovenske vojske rdeč pravokotnik, ki ima na sredini belo-modro-rdečo črto, na kateri je

oznaka pripadnosti Slovenski vojski, obdana z zlatim lipovim vencem;
- za srebrno medaljo Slovenske vojske rdeč pravokotnik, ki ima na sredini belo-modro-rdečo črto, na kateri je oznaka pripadnosti Slovenski vojski, obdana s srebrnim lipovim vencem;
- za bronasto medaljo Slovenske vojske rdeč pravokotnik, ki ima na sredini belo-modro-rdečo črto, na kateri je oznaka pripadnosti Slovenski vojski, obdana z bronastim lipovim vencem.[2]

## Nošnja
Medalja Slovenske vojske se nosi na levi strani prsi nad levem zgornjem žepom uniforme.

## Medalja Slovenske vojske za tujce
Priznanje medalja Slovenske vojske se lahko podeli tudi tujim državljanom, in sicer:
- zlata medalja Slovenske vojske se lahko podeli vodji tuje vojaške delegacije z visokim vojaškim činom;
- srebrna medalja Slovenske vojske se lahko podeli vodji ali članu tuje vojaške delegacije z visokim činom;
- bronasta medalja Slovenske vojske se lahko podeli članu tuje vojaške delegacije.[2]